# Xenocharax spilurus
Xenocharax spilurus är en fiskart som beskrevs av Günther, 1867. Xenocharax spilurus ingår i släktet Xenocharax och familjen Distichodontidae. IUCN kategoriserar arten globalt som livskraftig. Inga underarter finns listade i Catalogue of Life.

## Bildgalleri

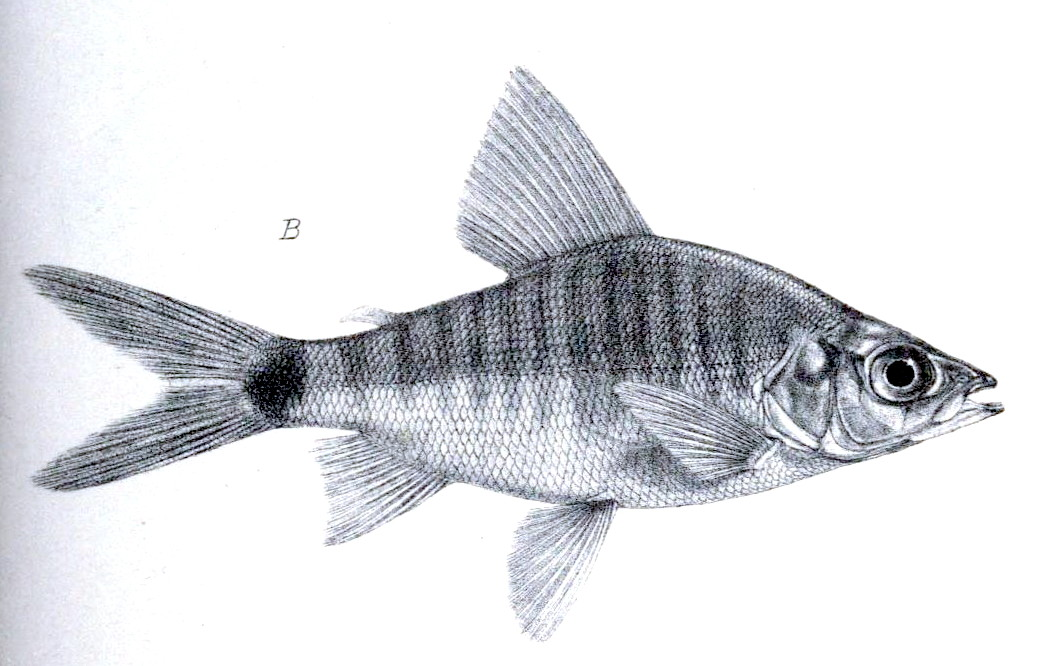